# 알제리의 경제
알제리의 경제는 2013년 2.8%에서 2014년 4% 성장했다. 성장은 주로 석유, 가스 부문을 중심으로 이루어졌으며 2015년에는 3.9%, 2016년에는 4.1%의 추가 경제 성장이 전망되고 있다.
2012년 알제리 경제는 2011년 2.4%에 비해 2.5% 성장했다. 탄화수소를 제외하고 성장률은 최대 5.8%로 추산됐다. 인플레이션이 증가하고 있으며 8.9%로 추산된다. 금융당국의 호실적에도 불구하고 현대화 개혁에 힘입어 2011년 시작된 재정 확대정책이 지속되면서 2012년 GDP 대비 3.3%의 재정적자로 확대됐다. 석유 및 가스 부문은 총 예산 수입의 약 70%를 창출하는 국가의 주요 수입원이다. 경제 성장률은 2013년 3.2%, 2014년 4.0%로 전망됐다. 2012년 한국의 대외적 지위는 미화 271억 8천만 달러의 무역흑자를 기록하며 여전히 안정세를 유지하고 있다. 경상수지 흑자는 국내총생산(GDP)의 8.2%로 추정되며 공식 외환보유액은 2012년 12월 말 1,907억 달러 또는 3년 이상 비인자재 및 서비스 수입에 해당한다. 석유와 가스 수출 실적이 전체 수출의 97% 이상을 차지했다.
알제리는 석유와 가스에서 파생된 막대한 외환보유고를 포함해 경제성장을 끌어올릴 가능성이 크다. 더 강하고 지속적인 성장을 목표로 하는 개발 전략은 특히 젊은이들에게 더 많은 일자리를 창출하고 알제리가 직면하고 있는 주택 부족을 완화시킬 것이다. 비석유 분야부터 경제 다변화를 꾀하는 동시에 경제 구조변혁에 필요한 개혁을 심화시키는 것이 국가전략적 선택이다.

## 역사적 추세
1830년 프랑스 침공 전날의 총 수입과 수출은 175,000파운드를 넘지 않았다. 1850년까지 이 수치는 5백만 파운드에 달했고, 1868년에는 1천2백만 파운드, 1880년에는 1천7백만 파운드, 1890년에는 2천만 파운드에 달했다. 이 시점부터 진행은 더 느렸고 수치는 해마다 상당히 달라졌다. 1905년 해외무역의 총 가치는 2,450,000파운드였다. 무역의 약 6분의 5는 1851년 이후, 그리고 1867년 이후 알제리 상품 몇 개가 면세 품목으로 인정된 프랑스를 통하거나 경유한다. 설탕을 제외한 프랑스 상품들은 1835년부터 관세를 내지 않고 알제리에 수입되었다. 1892년 알제리에 처음으로 적용되는 프랑스 최저관세 인상 이후 해외 무역은 크게 줄어들었다.
1960년대 1인당 GDP는 40% 성장했으며 1970년대에는 538%의 최고 성장률을 기록했다. 격동의 1980년대에 성장률은 9.7%로 주저앉았다. 연이은 정부의 시기적절한 개혁 실패는 1990년대에 현재의 1인당 GDP가 28%나 줄어들게 만들었다.
압델라지즈 부테플리카 대통령은 전면적인 경제 개혁을 발표했는데, 이 개혁이 시행되면 경제 구조조정이 대폭 강화될 것이다. 여전히 경제는 휘발성 석유와 가스 수입에 크게 의존하고 있다. 정부는 그동안 에너지 분야 외 국내외 투자 유치를 통한 경제 다변화를 지속해 왔지만 고실업 감소와 생활 수준 향상에는 거의 성과를 거두지 못했다. 이밖에 은행 개혁, 투자환경 개선, 정부 관료주의 축소 등이 우선 과제다.
정부는 국영기업 매각 계획을 발표했다. 국가 시멘트 공장과 철강 공장의 판매가 완료되었고, 다른 산업들도 내놓을 예정이다. 2001년 알제리는 유럽 연합(EU)과 연합협정을 체결했다. 1987년 6월 알제리는 세계무역기구(WTO) 가입 협상을 시작했으나 2014년 협상이 중단됐다.

## 국내총생산(GDP)
공식 환율에 따르면 2007년 알제리의 GDP 추정치는 1259억 달러였다. 구매력 평가에서 GDP 추정치는 2689억 달러, 즉 1인당 8,100달러였다. 예상 실질 성장률은 4.6%였다. 2007년 GDP의 61%는 산업, 31%는 서비스, 나머지 8%는 농업이 차지했다.
알제리는 수년간 견실한 비탄화수소 성장, 낮은 인플레이션, GDP의 8%의 전체 예산 흑자, 2008년 GDP의 28%의 플러스 무역 수지 등 강력한 경제 성과를 누려왔다. 2003년~2007년 연평균 비탄화수소 GDP 성장률은 평균 6%였으며, 2006년~2007년 석유 생산량이 감소하여 같은 기간 총 GDP는 평균 4.5% 성장했다.
2013년 이전에 사실상 외부 부채를 없앤 이후 탄화수소 가격과 수익 감소로 큰 재정적자가 발생했고, 이는 지출 삭감으로 일부 상쇄되었을 뿐이다. 이에 따라 정부 부채는 GDP의 30% 이상으로 증가했으며 인플레이션은 2013년~2017년 평균 3~6%에 머물렀다. 그러나 경제는 전체 수출의 94%에 해당하는 탄화수소에 대한 의존도가 높고, 세계 에너지 수요 둔화가 지속되면서 알제리의 재정 및 대외적 지위에 상당한 압박이 가해지고 있다.
2017년 명목 GDP는 1675억 달러였다.

## 정부 예산
2007년 정부 수입 585억 달러는 지출 414억 달러를 초과했다. 일반적으로 탄화수소 산업으로부터의 수입은 매출의 약 60%를 차지한다.

## 공공 및 민간 부문
알제리 경제에는 수입대체산업화 정책으로 구축된 주요 공공부문이 포함되어 있는데, 20세기 말 세계은행과 국제 통화 기금(IMF)이 주창한 구조조정 프로그램의 영향으로 다른 개발도상국들이 경제를 자유화한 후에도 그대로 유지되었다. 2019년 기준으로, 이 부문은 400개의 공기업으로 구성되어 있으며 주 수익의 3분의 1을 창출하고 있다. 알제리에서는 경제 자유화가 옹호되고 있지만, 2018년에 민영화를 추진하려는 모든 계획이 동결되었다.
또한 알제리의 사회안전망은 1970년대, 2000년대 들어 확장기를 거치면서 내전 이후 안정을 찾는 데 도움이 되는 등 지역 내 다른 국가들에 비해 튼튼하다. 그것은 소비자 보조금으로 보완된다. 이러한 조치들은 임금을 낮게 유지할 수 있도록 한다.
알제리의 제한적인 정치 경제와 ISI 모델 준수로 인해 알제리에 대한 외국인 직접 투자가 제한되었다. 알제리는 아프리카에서 FDI 수준이 가장 낮은 나라 중 하나이다. 그러나 국가가 도로, 항만, 댐, 주택 건설에 공공사업 사업을 맡으면서 지역 사업체들이 수혜를 보고 있다. 2010년대 들어 고정자본 형성과 민간 부문 신용 확대가 모두 증가했다.

## 산업

### 농림어업
국내총생산(GDP)의 약 8%를 기여하지만 노동력의 14%를 고용하고 있는 알제리의 농업 부문은 알제리 인구의 식량 수요를 충족시키지 못하고 있다. 그 결과, 약 45퍼센트의 식품이 수입된다. 주요 작물은 밀, 보리, 감자이다. 농부들은 또한 수출 날짜를 늘리는 데 성공했다. 경작지는 알제리 전체 영토의 일부인 텔 지역의 비옥한 해안 평야에 집중되어 있다. 전체적으로 알제리 영토의 약 3%만이 경작가능하다. 텔에서도 강우량의 변동성은 생산량에 큰 영향을 미친다. 경작이 덜한 스텝과 사막 지역의 농업을 활성화하려는 정부의 노력은 제한적인 성공을 거두었다. 그러나 목동들은 고원지대에서 가축, 특히 소와 양을 사육한다.
알제리의 기후와 주기적인 산불은 번창하는 산림 산업에 도움이 되지 않는다. 하지만 알제리는 코르크와 알레포 소나무의 생산지이다. 2005년 원형 목재 제거 작업은 총 780만 입방미터에 달했고 톱나무 생산량은 연간 1300만 입방미터에 불과했다.
알제리의 어업은 지중해 연안의 이점을 충분히 활용하지 못하고 있는데, 이는 부분적으로 대형 상업 어선 대신 소형 가족 소유의 배에서 낚시를 하기 때문이다. 그러나 정부는 어항을 현대화하고, 알제리 해역에서 외국인의 어업을 허용하고, 어업 관련 프로젝트를 보조함으로써 2005년에 125,000 미터톤을 약간 넘는 비교적 적은 어획량을 늘리려고 노력하고 있다.

### 어업
어업은 번창하지만 소규모 산업이다. 잡은 물고기는 주로 정어리, 가다랑어, 고등어, 빙어, 청어 등이다. 신선한 생선은 프랑스로 수출되고 건조되고 보존된 생선은 스페인과 이탈리아로 수출된다. 산호 어업은 안나바에서 튀니스에 이르는 해안을 따라 발견된다. 연간 어획량은 약 142,000톤으로 54%가 정어리이다.

### 관광업
국내총생산(GDP)의 약 1%에 불과한 알제리의 관광산업은 인접국인 모로코와 튀니지에 비해 뒤처져 있다. 알제리는 연간 약 20만 명의 관광객과 방문객을 받고 있다. 알제리계 프랑스인이 관광객의 가장 많은 집단을 대표하며 튀니지인이 그 뒤를 잇는다. 이 같은 관광 수준은 열악한 호텔 숙박시설과 테러 위협이 복합적으로 작용한 것으로 풀이된다. 하지만 정부는 인프라 부족을 해소하기 위해 고안된 "호라이즌 2025"라는 계획을 채택했다. 다양한 호텔 운영자들이 특히 지중해 연안에 호텔을 지을 계획이다. 또 다른 기회로는 사하라의 모험 휴일이 포함됩니다(국토 면적의 약 80%를 차지함). 잠재적인 생태관광 외에도 문화 유적과 역사 유적지가 많은 나라인데, 그중 7곳이 유네스코 세계유산이다. 알제리 정부는 2010년까지 관광객을 포함한 외국인 방문객 수를 120만 명으로 늘리겠다는 목표를 세웠다.

## 통화, 환율 및 인플레이션
알제리의 통화는 알제리 디나르(DZD)이다. 디나르는 관리형 부동액으로 미국 달러와 느슨하게 연결되어 있다. 알제리의 주요 수출품인 원유는 달러로 가격이 책정돼 있고 알제리의 수입품 대부분은 유로화로 가격이 책정돼 있다. 따라서, 정부는 디나르 가치의 변동을 관리하기 위해 노력한다. 2008년 4월 기준으로 미화 1달러는 약 DZD 64.6에 해당한다.
알제리의 외환보유고는 2000년 이후 수출석유 가격 상승을 반영해 급성장했다. 2007년 말 외환보유액은 총 993억 달러로 2000년 120억 달러에서 증가했으며 거의 4년 동안 수입한 것과 맞먹었다. 2007년 추정 인플레이션율은 4.6%였다.
2010년 국제 통화 기금(IMF)은 알제리의 통화제도와 인플레이션의 부실 관리에 우려를 표명했다.
2014년 4월 IMF가 세계 경제 전망에 초점을 맞춘 보고서를 발표했는데, 2015년에는 알제리의 경제성장률이 1.5% 하락하고 실업률은 1.2% 증가할 것으로 예측됐다.

## 노동
가장 큰 고용주는 정부로, 노동력의 32%를 차지한다. 농업보다 산업이 경제에서 차지하는 비중이 훨씬 크지만 농업은 산업(인력의 13.4%)보다 약간 더 많은 인구(인력의 14%)를 고용한다. 이러한 격차의 이유 중 하나는 에너지 분야가 매우 자본집약적이기 때문이다. 무역은 노동력의 14.6%를 차지하며 건설 및 공공사업 부문은 10%를 고용하고 있어 정부의 사회기반시설 업그레이드 노력과 저렴한 주택 재고를 반영하고 있다.
실업률은 2010년 이후 10%대에 머물렀지만 청년(24.8%), 여성(16.3%)이 크게 높다.
2006년 말 실업률은 약 15.7%였지만 25세 미만 실업률은 70%였다. 2005년 노동 참여율은 52%에 불과한 반면 경제협력개발기구(OECD) 평균은 70%에 불과했다. 새로운 노동력 진출과 이민 선택권 부족은 실업 문제를 고질적인 문제로 만들고 정부에 중요한 도전으로 만들고 있다. 고도의 자본집약적 특성을 고려할 때, 탄화수소 산업은 많은 구직자들을 고용할 수 있는 위치에 있지 않다.

## 국제 무역 및 투자
알제리는 무역과 외국인 투자를 늘리고 있다. 예를 들어, 2005년 4월에 통과된 탄화수소법은 에너지 탐사에 대한 외국인 투자를 장려하기 위해 고안되었다. 생산량 증가는 석유 수출국 기구의 일원으로서 알제리의 인지도를 높일 수 있다. 알제리는 무역에 찬성하는 의제에 따라 2005년 9월 유럽 연합(EU)과의 연합체 지위를 얻었다. 알제리는 유럽 여러 나라, 중국, 이집트, 말레이시아, 예멘 등 20개국과 상호 투자협정을 체결하고 12년 동안 알제리가 EU에 무관세로 수출할 수 있을 것으로 예상된다. 2001년 7월, 미국과 알제리는 그러한 합의를 이끌어내기 위한 논의의 틀에 합의했지만, 최종 조약은 아직 협상되지 않았다. 궁극적으로 무역자유화, 관세현대화, 규제완화, 은행개혁 등은 세계무역기구(WTO) 가입을 추진하면서 국가의 협상입장을 개선하기 위한 것이다.
2007년 알제리의 수입은 총 260억 8천만 달러였다. 주요 수입품은 자본재, 식료품, 소비재였다. 수입 상대국은 프랑스(22%), 이탈리아(8.6%), 중국(8.5%), 독일(5.9%), 스페인(5.9%), 미국(4.8%), 터키(4.5%) 순이었다. 2007년 알제리는 수입의 두 배 이상인 633억 달러를 수출했다. 국내총생산(GDP)의 30%를 수출이 차지했다. 탄화수소 제품은 적어도 수출 수익의 95%를 차지했다. 주요 수출품은 석유, 천연가스, 석유제품이었다. 수출 1위는 미국(27.2%), 이탈리아(17%), 스페인(9.7%), 프랑스(8.8%), 캐나다(8.1%), 벨기에(4.3%) 순이었다. 알제리는 유럽 연합 천연가스 수입량의 25%를 공급하고 있다. 2007년 알제리는 372억 달러의 긍정적인 상품 무역 수지를 기록했다. 2007년 알제리는 315억 달러의 플러스 경상수지를 달성했다. 알제리의 에너지 수출 물가가 높은 것이 경상수지 개선의 주요 요인이다.
알제리의 2010년 무역수지 흑자는 831억4000만 달러로 증가했다. 알제리 세관정보통계센터(CST)는 지난해보다 석유 1배럴 가격 상승에 따른 연료수입 증가와 소비자 비식품자재 수입 감소로 분석했다. 센터는 알제리 수출이 2010년 1월부터 11월까지 같은 기간 275억1000만 달러에서 2009년 같은 기간 444억 달러로 78.26% 증가했다고 밝혔다. 수입은 2009년~2010년 433억6000만 달러에서 763억5000만 달러로 89.1% 증가했다.
석유수출 호조세를 반영하듯 대외채무는 하향 곡선을 그리고 있다. 예를 들어, 이러한 수익으로 인해 아프리카 개발 은행과 사우디아라비아에서 9억 달러의 대출금이 조기 상환되었다. 2006년 3월 알제리가 러시아로부터 78대의 항공기를 구매하면서 알제리의 러시아에 대한 모든 부채가 취소되었다. 2006년 외부 부채는 44억 달러로 2003년의 235억 달러보다 감소했다.
2006년 알제리에 대한 외국인 직접 투자(FDI)는 총 18억 달러에 달했다. 석유화학, 운송, 유틸리티 부문은 최근 FDI의 수혜자였다. 2005년 4월 승인된 탄화수소법의 결과로 석유 분야에 대한 FDI가 상승할 것으로 예상됐다. 이는 외국 석유 회사들이 알제리 국영 석유 회사인 소나트라치와 탐사 및 생산 계약을 위해 경쟁할 수 있는 경쟁의 장을 만들었다. 알제리는 전력과 수도 시스템에 대한 외국인 투자도 추진하고 있다.
2006년 8월 기준 알제리에 대한 세계은행의 누적 지원은 총 59억 달러로 72개 프로젝트를 포함한다. 현재 세계은행은 예산 현대화, 주택담보대출, 자연재해 복구, 에너지 및 광업, 농촌 고용, 통신, 교통 등 7개 프로젝트를 추진하고 있다. 2005년 미국의 알제리 경제 지원은 440만 달러에 달했으며, 대부분은 중동 파트너십 이니셔티브(MEPI)에, 나머지는 국제 군사 교육 훈련(IMET)에 기인했다. MEPI는 중동의 경제, 정치, 교육 개혁을 장려한다. 2006년 외국군에게 미군 훈련을 제공하는 IMET는 8억2300만 달러의 예산을 편성했다. 2005년 유럽연합은 유럽-중해 파트너십에 따라 알제리의 경제 발전에 5,800만 달러를 기부했다.

## 같이 보기
- 유엔 아프리카 경제 위원회